# Nová Ves (okres Plzeň-jih)
Obec Nová Ves (německy Neudorf) se nachází v okrese Plzeň-jih, kraj Plzeňský. Žije zde 301 obyvatel.

## Historie
První písemná zmínka o obci pochází z roku 1591. Ves náležela chotěšovskému panství, které vlastnil ženský premonstrátský klášter v Chotěšově. V roce 1670 zde žilo 22 sedláků. V 1. polovině 19. století byla postavena kaple svatého Jana. V roce 1870 byly otevřeny kamenouhelné doly, těžařská společnost zde nechala postavit několik domů pro horníky. Do příchodu převážně českých horníků v Nové Vsi žilo německé obyvatelstvo. V roce 1887 byla vystavěna školní budova, nejprve se učilo pouze německy, o dva roky později byla otevřena i česká škola. Po první světové válce se zde hojně stavěly domy, rozmach zastavila hospodářská krize ve 30. letech 20. století. V roce 1937 byl zaveden elektrický proud. Zábor Sudet po Mnichovské dohodě se zastavil na hranicích obce. Během druhé světové války zahynulo při spojeneckém bombardování 17. dubna 1943 11 občanů. Po roce 1945 bylo německé obyvatelstvo odsunuto a bylo založeno jednotné zemědělské družstvo. Část obyvatel usedlosti opustila a odešla pracovat do dolů a továren. V roce 1956 byl zavezen návesní rybník a postavena silnice do Plzně-Lhoty. V roce 2005 byla završena stavba vodovodu a kanalizace.

## Přírodní poměry

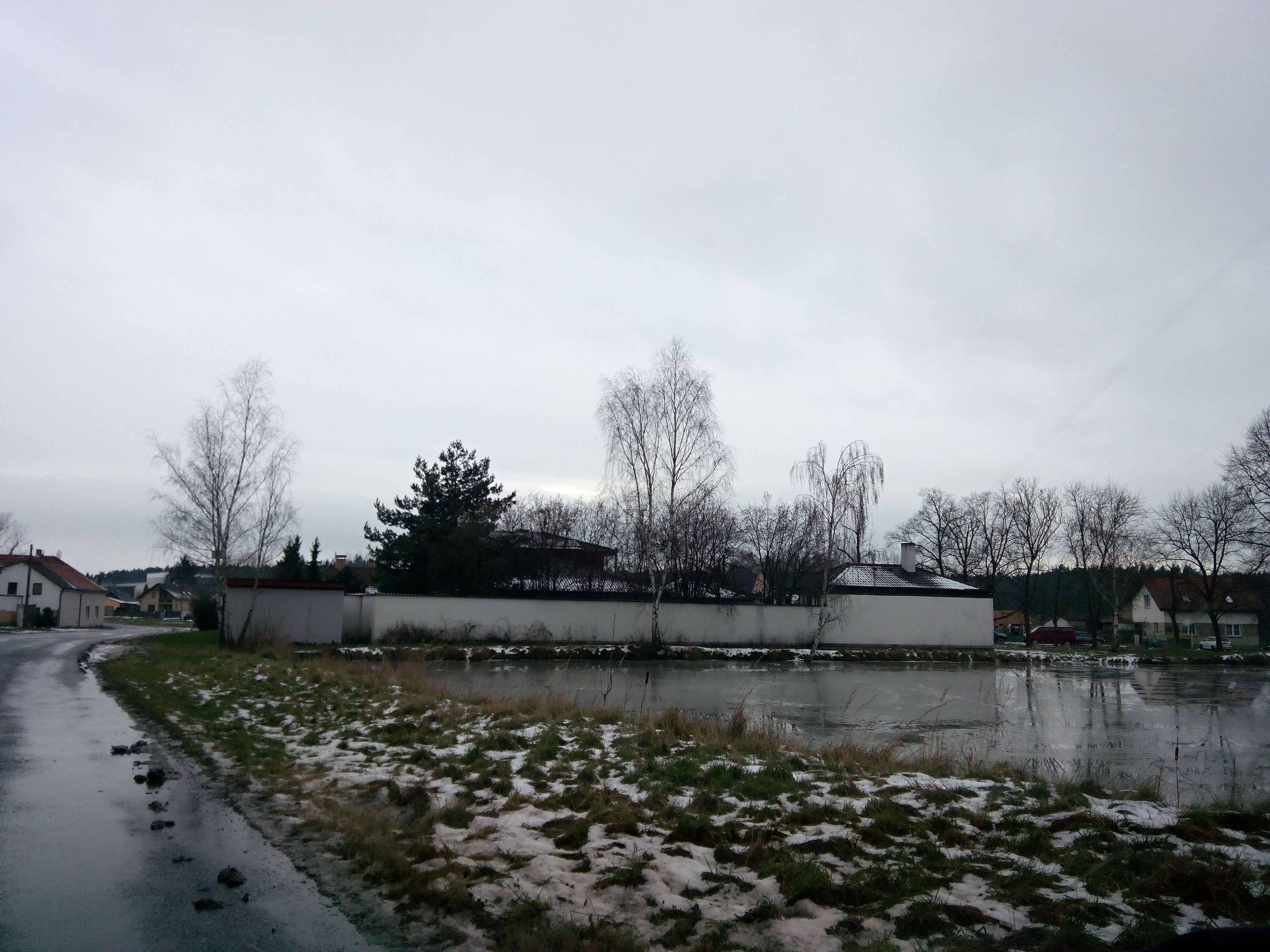
Rybník

Nová Ves leží v okrese Plzeň-jih, v Plzeňském kraji. Nachází se 11 km jihovýchodně od centra Plzně a 2 km stejným směrem od Lhoty, 5 km severně od Dobřan a 3 km východně od obce Líně. Geomorfologicky je oblast součástí Poberounské subprovincie, konkrétně Plaské pahorkatiny a jejího podcelku Plzeňská kotlina, v jejíž rámci spadá pod geomorfologický okrsek Nýřanská kotlina. Průměrná nadmořská výška činí 347 metrů. Nejvyšší pojmenovaný vrchol, Volský vrch (363 m n. m.), leží severovýchodně obce, nejvyšší bod s nadmořskou výškou 465 m se nachází na ploše letiště Líně, na samé hranici katastrálního území jihozápadně od vsi. Obcí protéká bezejmenný potok, který se severně od Nové Vsi vlévá do Lučního potoka. Ve vsi je dvojice rybníků Dolní a Horní novoveský rybník, západně od vsi se rozkládá Volský rybník.

## Obyvatelstvo
Podle sčítání 1930 zde žilo v 111 domech 680 obyvatel. 563 obyvatel se hlásilo k československé národnosti a 117 k německé. Žilo zde 306 římských katolíků, 29 evangelíků a 15 příslušníků Církve československé husitské, 330 obyvatel bylo bez vyznání.
| Rok            | 1869 | 1880 | 1890 | 1900 | 1910 | 1921 | 1930 | 1950 | 1961 | 1970 | 1980 | 1991 | 2001 | 2011 |
| -------------- | ---- | ---- | ---- | ---- | ---- | ---- | ---- | ---- | ---- | ---- | ---- | ---- | ---- | ---- |
| Počet obyvatel | 78   | 350  | 414  | 504  | 552  | 595  | 680  | 430  | 441  | 385  | 269  | 98   | 160  | 278  |
| Počet domů     | 14   | 25   | 29   | 36   | 54   | 78   | 111  | 137  | 122  | 124  | 105  | 85   | 111  | 118  |

## Obecní správa a symboly
Obec leží na katastrálním území Nová Ves u Plzně a je členem Mikroregionu Radbuza a Místní akční skupiny Radbuza. Obec má sedmičlenné zastupitelstvo, v jehož čele stojí starosta Miroslav Sedlák.
| Období    | Voliči | Účast v % | Mandáty | Starosta        |
| --------- | ------ | --------- | ------- | --------------- |
| 2010–2014 | 204    | 63,24     | 7       | Miroslav Sedlák |
| 2014–2018 | 224    | 46,88     | 7       | Miroslav Sedlák |

Právo užívat znak a vlajku bylo obci uděleno rozhodnutím předsedy Poslanecké sněmovny Parlamentu České republiky dne 31. ledna 2002. Znak: Ve zlatém štítě nad zvýšenou patou hvězda, obojí modré. Vlajka: List tvoří dva vodorovné pruhy, žlutý a modrý, v poměru 2:1. Ve žlutém pruhu modrá šesticípá hvězda. Poměr šířky k délce listu je 2:3.

## Hospodářství a doprava
V obci sídlí firmy Mivated s.r.o., Malogo s.r.o., Canola oil Plzeň s.r.o. a UNIPAP a. s., jenž vyrábí průmyslové obaly z vlnitých lepenek, pěnových materiálů, a kadeřnictví. Dále tu funguje obchod a pohostinství. Obcí prochází silnice III. třídy č. 18044, východně od obce prochází Dálnice D5. Dopravní obslužnost zajišťuje dopravce Plzeňské městské dopravní podniky, zajíždí sem linka městské hromadné dopravy č. 445026 (Bory - Valcha - Lhota - Nová Ves). Obcí prochází cyklistická trasa č. 2259 z Vejprnic a zeleně značená turistická trasa z Dobřan do Valchy.

## Školství, kultura a sport
Místní děti dojíždějí do škol do Plzně či Dobřan. Sídlí zde obecní knihovna. Nachází se zde 6 tenisových kurtů a volejbalové hřiště. Sportu se věnují fotbalový klub FC Dráčci Nová Ves a hokejbalový Sportovní klub Nová Ves, tenisový klub Nová Ves u Dobřan a SK Futsal Nová Ves. Působí zde Sbor dobrovolných hasičů Nová Ves.

## Pamětihodnosti
- Kaple svatého Jana je dominantou obce a postavena byla v 1. polovině 19. století.[4]

## Rodáci
Stanislav Sventek (1930–2000), lední hokejista a trenér, olympijský medailista (bronz 1964)